# Fusulinata
Classe
Les Fusulinata sont une classe fossile de Foraminifères.

## Liste des ordres
Selon le World Register of Marine Species (11 octobre 2023) :
- sous-classe des † Afusulinana Vachard, Pille & Gaillot, 2010
  - † Endothyrida Fursenko, 1958
  - † Fusulinida Wedekind, 1937
- sous-classe des † Fusulinana Maslakova, 1990 nom. transl. Vachard et al., 2010
  - † Archaediscida Poyarkov & Skvortsov, 1979 emend. Hance, Hou & Vachard, 2011
  - † Earlandiida Cummings, 1955 nom. transl. in Sabirov in Vdovenko et al., 1993 emend. Vachard et al., 2010
  - † Pseudopalmulida Mikhalevich, 1993 emend. Vachard, 2016

## Systématique
Le nom valide complet (avec auteur) de ce taxon est Fusulinata Maslakova, 1990 nom. translat. Gaillot & Vachard, 2007 emend. Vachard, Krainer & Lucas, 2013.

## Publication originale
- (ru) N. I. Maslakova, « ритерии выделения высших таксонов фораминифер » [« Critères d'établissement des taxons supérieurs chez les Foraminifères »], Систематика и филогения беспозвоночных [Systématique et phylogénie des invertébrés], Moscou, Izdatelstvo Nauka,‎ 1990, p. 22–27